# Dentalium bisexangulatum
Dentalium bisexangulatum är en blötdjursart som beskrevs av Sowerby 1860. Dentalium bisexangulatum ingår i släktet Dentalium och familjen Dentaliidae. Inga underarter finns listade i Catalogue of Life.